# Hipperholme with Brighouse

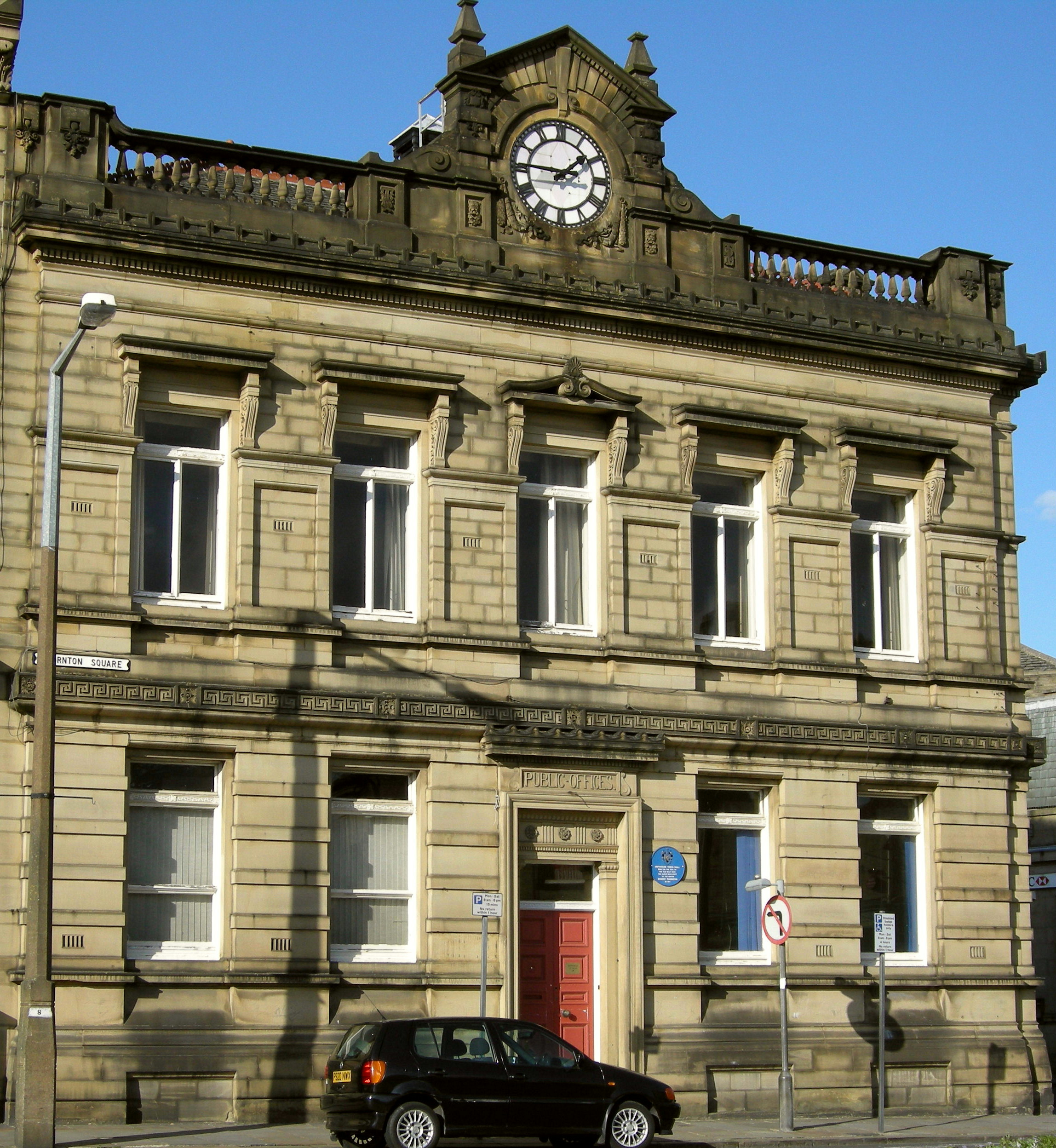
Brighouse

Hipperholme with Brighouse var en civil parish från 1866 till 1894 då den blev en del av Brighouse, Hipperholme och Norwood Green and Coley, i grevskapet West Riding of Yorkshire (nu West Yorkshire), i England. Denna civil parish var belägen 10 km från Bradford och hade 15 571 invånare år 1891.